# Russzkoje Bajbakovo
Russzkoje Bajbakovo (orosz betűkkel: Русское Байбаково, baskír nyelven: Урыҫ-Байбаҡ) falu Oroszországban, a Baskír Köztársaságban, a Miskinói járásban.

## Népesség
- 2002-ben 111 lakosa volt, melynek 81%-a mari.
- 2010-ben 107 lakosa volt.